# FC Hertha München
Der FC Hertha München ist ein Sportverein aus München. Der Verein wurde 1922 als Fußballverein in München-Sendling gegründet. Im Laufe der Zeit entwickelte er sich zu einem Breitensportverein mit neun Abteilungen: Fußball, Fußballjugend, Gymnastik, Haidong Gumdo, Koronarsport, Ski, Taekwondo, Tennis, Tischtennis und Volleyball.

## Fußball
| Liga und Saison        | Platz | Tore  | Punkte |
| ---------------------- | ----- | ----- | ------ |
| Gauliga Bayern 1944/45 | 6     | 26:44 | 11–17  |

Eine Saison verbrachte die Fußball-Mannschaft des FC Hertha München in der seinerzeit höchsten Spielklasse. Sie war eine Saison zuvor aus der Bezirksliga aufgestiegen und nahm in der Saison 1944/45 an der Gauliga Bayern Staffel München / Oberbayern teil. Die Saison begann im September und konnte am Ende als einzige Staffel mit dem FC Bayern München nach 15 Spielen einen Meister vorweisen. Bis zum Abbruch der Saison spielte die Mannschaft insgesamt 14 Spiele, aus denen vier Siege, drei Unentschieden und sieben Niederlagen resultierten. Zu diesem Zeitpunkt stand das Team auf dem sechsten Tabellenplatz und hatte mit einem Durchschnitt von 0,59 Toren pro Spiel, das zweitschlechteste Ergebnis in der Liga.
Von 2015 bis 2022 gehörte die Mannschaft durchgehend der siebtklassigen Bezirksliga Oberbayern Süd an, stieg dann aber innerhalb von zwei Jahren bis in die Kreisklasse ab.
Der spätere FC-Bayern-Präsident Willi O. Hoffmann und der Bundesliga-Profi und Trainer Sandro Wagner spielten in ihrer Jugend für den FC Hertha München.